# Активная матрица
Активная матрица — один из вариантов управляющей схемы дисплея, характеризующийся тем, что последовательно с каждой точкой изображения включён свой собственный регулирующий транзистор (либо диод) или тройка транзисторов (или диодов), если дисплей цветной и точка изображения формируется из трёх цветов.
Активная матрица, как правило, обеспечивает большее быстродействие и лучшее качество изображения по сравнению с пассивной.
На практике удалось получить дисплеи с активной матрицей с приемлемыми ценовыми и технологическими характеристиками с помощью тонкоплёночных транзисторов (TFT). Ранее довольно широко применялись активные матрицы на тонкоплёночных диодах (TFD), но в последнее время их доля сильно уменьшилась.